# Мармуліївська сільська рада
| Мармуліївська сільська рада — колишній орган місцевого самоврядування у Володарському районі Київської області з адміністративним центром у с. Мармуліївка. Історична дата утворення: в 1923 році. Водоймища на території, підпорядкованій даній раді: річка Рось. Сільській раді були підпорядковані населені пункти: - с. Мармуліївка - с. Кленове |

## Склад ради
Рада складалася з 14 депутатів та голови.

### Керівний склад ради
| ПІБ                               | Основні відомості                                                                       | Дата обрання | Дата звільнення |
| --------------------------------- | --------------------------------------------------------------------------------------- | ------------ | --------------- |
| Барилович Валентина Володимирівна | Сільський голова, 1963 року народження, освіта, член народної партії                    | 26.03.2006   | 31.10.2010      |
| Барилович Валентина Володимирівна | Сільський голова, 1963 року народження, освіта середня спеціальна, член народної партії | 31.10.2010   |                 |

Примітка: таблиця складена за даними джерела